# Tratado de Hünkâr İskelesi
O tratado de Hünkâr İskelesi (Unkiar Skelessi), assinado em 8 de julho de 1833, é um acordo internacional, revestido de tratado comercial, firmado entre o Império Otomano e o Império Russo, com a finalidade de controlar a expansão de Mehmet Ali. Ao acordo se opuseram as potências europeias (Reino Unido e França) e se uniram aos regimes absolutistas da Prússia e Áustria na intenção de partilha de poder e influências. O acordo permitiu a abertura do estreito de Dardanelos e a independência da Síria e Egito.